# چرخ دوچرخه (کتاب)
چرخ دوچرخه (به انگلیسی: The Bicycle Wheel) رساله‌ای دربارهٔ چرخ‌سازی نوشتهٔ جابست برانت است.

## بررسی اجمالی
چرخ دوچرخه کتابی آموزشی است که نظریه ساختاری چرخ پره‌ای را توضیح می‌دهد و روش عملی ساخت چرخ دوچرخه را آموزش می‌دهد.
کتاب از سه بخش تشکیل شده است. بخش اول، «تئوری چرخ پره‌ای»، به بررسی چگونگی تحمل بارهای مختلف توسط یک چرخ سیمی، عواملی که باعث خرابی چرخ می‌شود، چه جنبه‌هایی به یک چرخ استحکام و دوام می‌دهد، هر یک از اجزای منفرد تشکیل‌دهنده و طراحی یک چرخ پره‌ای را مورد بحث و بررسی قرار می‌دهد. بخش دوم، «ساخت و تعمیر چرخ‌ها»، نحوهٔ انتخاب اجزاء، نحوهٔ ساخت چرخ و نحوهٔ تعمیر انواع آسیب‌ها را توضیح می‌دهد. بخش سوم، «معادلات و آزمون‌ها»، تحلیلی ریاضی از چرخ‌های پره‌دار ارائه می‌کند.

## پذیرش
چرخ دوچرخه توسط بسیاری به عنوان منبع برتر در ساخت چرخ دوچرخه در نظر گرفته می‌شود. شلدون براون، متخصص فنی و مکانیک دوچرخه، آن را «متن تقریباً قطعی در مورد مباحث تئوری و عملی ساخت چرخ‌های دوچرخه پره‌دار» نامید.